# Mihăești (gmina w okręgu Vâlcea)
Mihăești – gmina w Rumunii, w okręgu Vâlcea. Obejmuje miejscowości Arsanca, Bârsești, Buleta, Govora, Gurișoara, Măgura, Mihăești, Munteni, Negreni, Rugetu, Scărișoara, Stupărei i Vulpuești. W 2011 roku liczyła 6443 mieszkańców.